# Pedace
Pedace är en frazione och tidigare kommun i provinsen Cosenza i regionen Kalabrien i Italien. 
Pedace bildade 2017 tillsammans med de tidigare kommunerna Casole Bruzio, Serra Pedace, Spezzano Piccolo och Trenta den nya kommunen Casali del Manco. Den tidigare kommunen hade 1 893 invånare (2017).